# 镧镍五
LaNi5是由稀土元素镧和过渡金属镍组成的六方晶系的金属间化合物，呈现为钙铜五(CaCu5)型晶体结构，为同成分熔化的化合物，其具有储氢能力。

## 结构
LaNi5为钙铜五(CaCu5)型晶体结构，六方点阵，空间群为P6/mmm(编号191)，镧原子位于坐标原点1a(0,0,0)，镍原子两个位于2c (1/3,2/3,0)和(2/3,1/3,0)，另外三个位于3g (1/2,0,1/2)，(0,1/2,1/2)，(1/2,1/2,1/2)，a=511pm，c=397pm，晶胞中含1个LaNi5，晶胞体积为90×10-24 cm3，
LaNi5的晶胞中含有较大的6个变形四面体空隙可用作填入氢原子。

## 化学反应
LaNi5作为储氢合金，压力稍高而温度低时可以吸收氢生成氢化物LaNi5Hx (x～6)，而当压力降低或温度升高时氢又可释放出来，形成对氢的反复吸放。但对放氢过程，因为是吸热反应，为了使反应得以进行，必须补充必要的能量，否则反应会因温度降低而停止。

## 特性及运用
LaNi5表现出优越的特性，其吸附快而可逆，室温下平台温度为几bar而且有着良好的循环寿命。2 bar时LaNi5H6.5的单位体积储氢密度（晶体）等于1800 bar下气态分子氢的密度，并且所有的氢都可在2 bar下脱附。虽然实际应用中储氢密度因为部分LaNi5粉末的聚集而有所减少，但仍高于液态氢的密度。这样就可以安全地操作氢燃料。为改善其储氢性能常以铅或锰等金属部分地取代镍。现LaNi5常用于储运氢气、氢汽车动力、燃料电池、氢的分离提纯、丙烯氢化催化剂等。